# Mikhaïl Tchiguir
Mikhaïl Tchyhir
Mikhaïl Nikolaïevitch Tchiguir (en russe : Михаил Николаевич Чигирь ; en biélorusse : Міхаіл Мікалаевіч Чыгір, Mikhaïl Mikalaïevitch Tchyhir) est un homme politique biélorusse, Premier ministre de Biélorussie de 1994 à 1996 puis figure de l'opposition au président Alexandre Loukachenko.

## Biographie

### Débuts financiers (jusqu'en 1994)
Mikhaïl Tchiguir naît le 24 mai 1948 à Voussava (ou Oussovo), près de Kopyl, en République socialiste soviétique de Biélorussie,. Il étudie à l'Institut d'État d'économie nationale de Biélorussie, où il obtient son diplôme en 1970, puis à l'Institut des finances de Moscou, dont il sort diplômé en 1982. De 1982 à 1986, il dirige la branche minskoise de la Banque nationale de l'URSS, avant d'occuper divers postes à responsabilités dans des banques biélorusses à partir de 1988.  Il se fait notamment connaître en tant que dirigeant de la banque agricole Belagroprombank (ru), fonction qu'il exerce jusqu'en 1994.

### Premier ministre de Biélorussie (1994-1996)

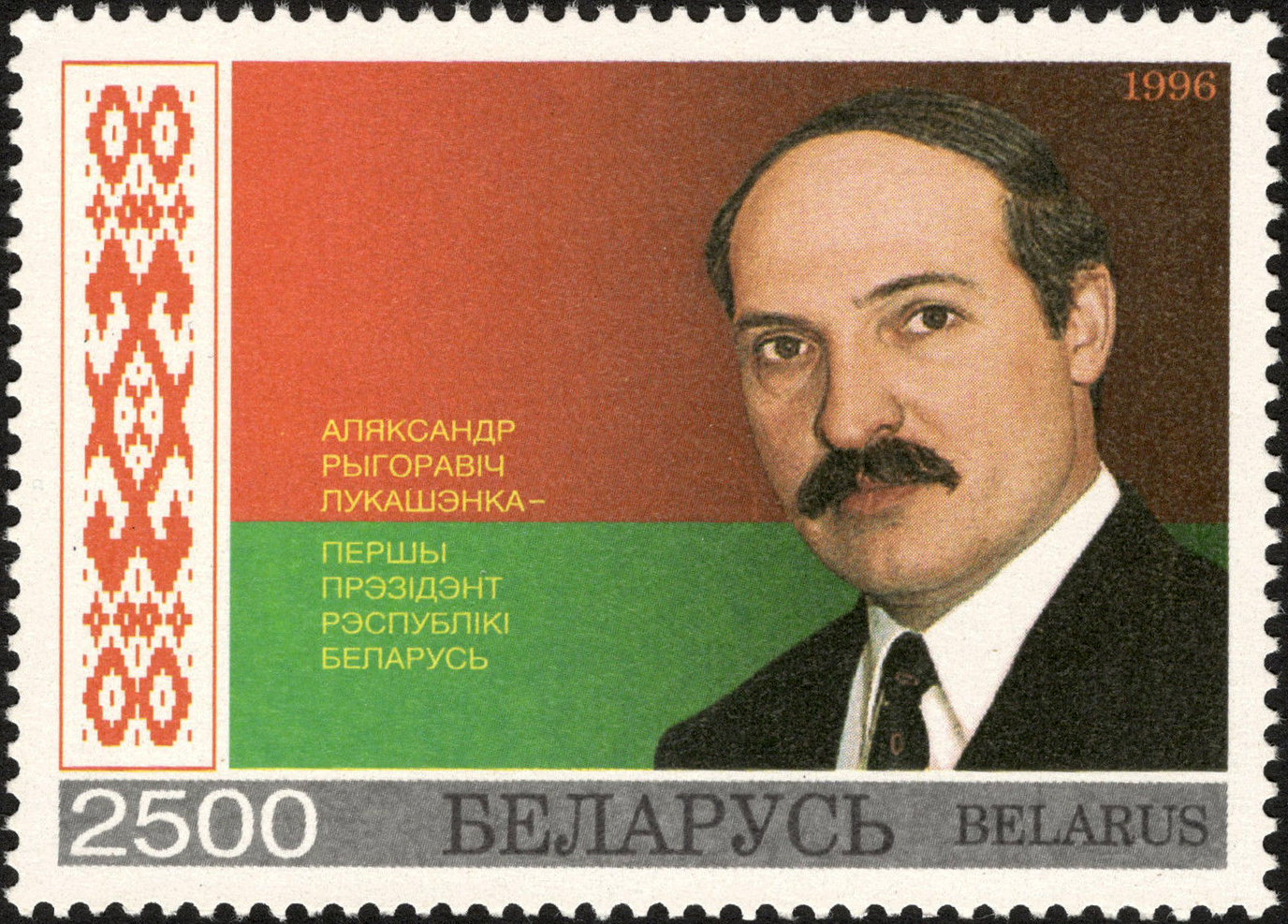
Alexandre Loukachenko sur un timbre biélorusse de 1996.

En juillet 1994, il fait son entrée sur la scène politique biélorusse en acceptant le poste de Premier ministre pour le nouveau président Alexandre Loukachenko, fraîchement élu sur un programme anti-corruption. Cette nomination rompt avec les précédentes positions interventionnistes de Loukachenko, Tchiguir étant pour sa part favorable à l'économie de marché. Avec le président de la Banque nationale biélorusse, Stanislav Bogdankévitch (ru), le nouveau Premier ministre engage une série de réformes pour libéraliser l'économie. Ce processus, qui passe notamment par une dérégulation des prix et la réduction du financement gouvernemental des entreprises d'État, est rapidement interrompu par Loukachenko en raison de ses conséquences politiques : le président met un coup d'arrêt aux privatisations, renforce le contrôle de l'État sur l'économie et opère un rapprochement avec la Russie.
Se comportant dès lors en exécutant zélé, Tchiguir se tient en retrait des tensions grandissantes qui opposent le Parlement biélorusse (en) à Loukachenko. Ce dernier a en effet pris un virage autoritaire : en mai 1995, il obtient par référendum le pouvoir de dissoudre le Parlement ; au cours de la législature suivante, il n'applique pas les lois votées par les parlementaires, passe outre l'invalidation de ses décrets présidentiels par le Conseil constitutionnel, nomme des officiels gouvernementaux sans l'accord du Parlement… Le conflit atteint son paroxysme en novembre 1996, lorsque Loukachenko organise un référendum constitutionnel pour se transférer une grande partie des pouvoirs du Parlement et remplacer celui-ci par deux chambres aux pouvoirs limités. Face à ses multiples violations de la loi électorale, les parlementaires lancent une procédure de destitution à son encontre, mais celle-ci est entravée par le Conseil constitutionnel, apparemment sous la pression de l'administration présidentielle.

C'est dans ce contexte que le 18 novembre, à la surprise générale, Mikhaïl Tchiguir met sa démission dans la balance, s'adressant à Loukachenko en ces termes : 

« Je m'oppose catégoriquement à la tenue du référendum du 24 novembre, car sa préparation a donné lieu à de nombreuses infractions à la loi, qui empêcheront la population d'exprimer librement son opinion. Pour éviter tout risque de déstabilisation du pays, je vous demande d'annuler cette consultation. Dans le cas contraire, je vous prierai d'accepter ma démission. »

 En déplacement en province, le président rétorque que Tchiguir compte moins qu'« une trayeuse ou un ouvrier ». Immédiatement limogé, le Premier ministre est remplacé dans ses fonctions par un autre membre du gouvernement, Sergueï Ling. Malgré une tentative de médiation russe, le référendum est maintenu et se solde par une victoire éclatante pour Loukachenko, qui s'octroie les pleins pouvoirs le 25 novembre et retire tous ses pouvoirs au Parlement deux jours plus tard.

### Opposition démocratique et démêlés judiciaires (1996-2001)
Après les événements de 1996, Mikhaïl Tchiguir quitte le pays et s'installe à Moscou, où il travaille d'abord dans une banque avant de rejoindre la multinationale KEA. Il réapparaît sur la scène biélorusse en décembre 1998, lorsqu'il annonce son intention de se présenter à l'élection présidentielle clandestine que les partis d'opposition entendent organiser entre le 7 et le 16 mai de l'année suivante. En effet, en vertu du référendum contesté de 1996, Alexandre Loukachenko a pu prolonger de deux ans la durée de son mandat, qui aurait normalement dû s'achever en juillet 1999. Réputé populaire auprès des Biélorusses, Tchiguir affronte dans ce scrutin non officiel une autre figure de l'opposition, Zenon Pozniak, ancien dirigeant du Front populaire biélorusse, en exil depuis 1996.

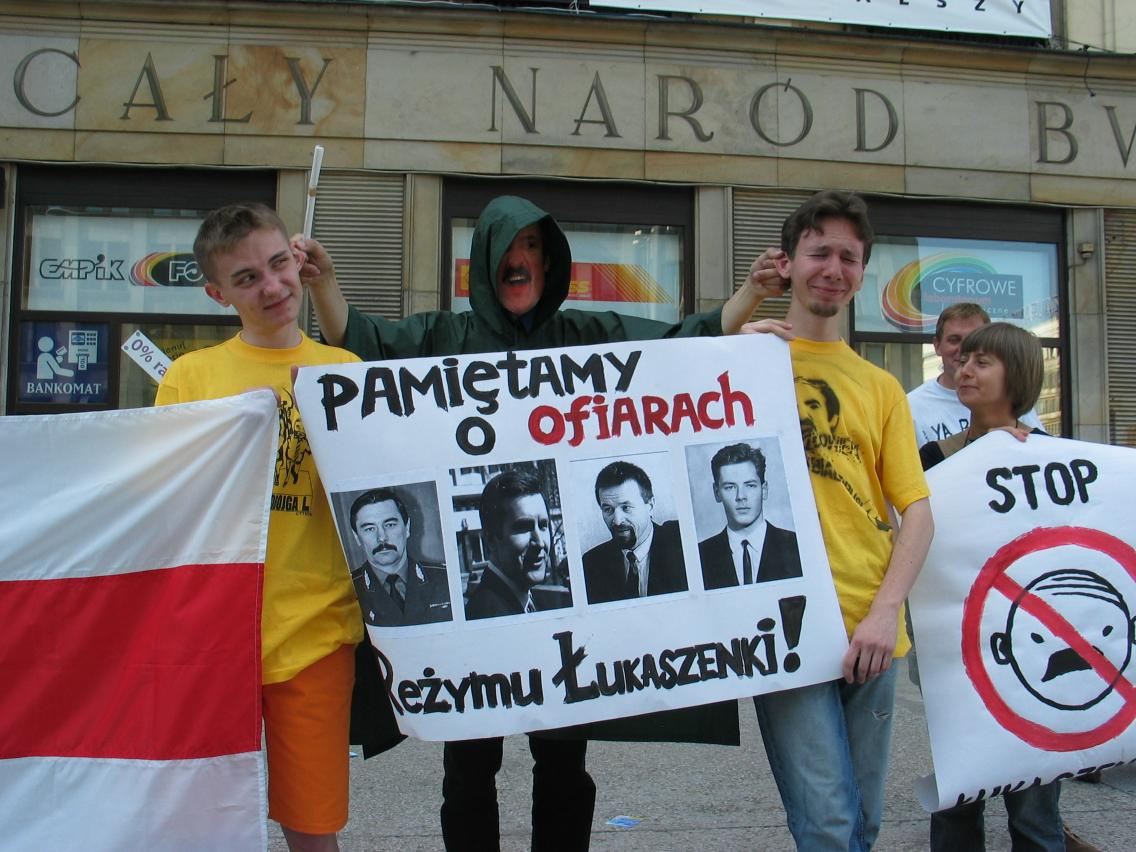
Manifestation en souvenir de quatre opposants disparus de 1999-2000 : Iouri Zakharenko, Viktor Gontchar, et Dmitri Zavadski.

Le 30 mars 1999, peu après son entrée en course, Tchiguir est arrêté et placé en détention provisoire, officiellement pour des délits financiers (détournement de fonds, abus de pouvoir) qui remonteraient à l'époque où il dirigeait la banque Belagroprombank avant d'être nommé Premier ministre en 1994. Cette arrestation fait suite à celle de Viktor Gontchar, l'organisateur de l'élection, et précède les disparitions mystérieuses de Tamara Vinnikova (be), ancienne dirigeante de la Banque centrale biélorusse et supportrice de Tchiguir, et de Iouri Zakharenko, ancien ministre de l'Intérieur et directeur de campagne de l'ex-Premier ministre. L'élection clandestine a tout de même lieu le 16 mai, réunissant quelques centaines de milliers de personnes qui s'expriment dans des conditions particulières : des militants se déplacent de porte en porte avec les urnes pour que les électeurs puissent voter à leur domicile. Zenon Pozniak ayant retiré sa candidature peu avant le scrutin, celui-ci est remporté par Tchiguir, toujours emprisonné malgré les réactions internationales appelant à sa libération. Après huit mois de détention (alors que la détention provisoire n'est pas censée excéder six mois selon la loi biélorusse), il est finalement libéré sous conditions le 30 novembre sous la pression internationale, notamment de l'OSCE.
Son procès, qui s'ouvre en janvier 2000, débouche le 19 mai suivant sur une condamnation à trois ans de prison avec sursis avec une période probatoire de deux ans, ainsi qu'une amende de 220 000 dollars et cinq ans d'inéligibilité. Ce verdict suscite de nouveau la réprobation internationale, et Tchiguir fait appel du jugement : la Cour suprême finit par l'annuler, non sans renvoyer le dossier devant le procureur pour de plus amples investigations. En parallèle, le 20 octobre 2000, l'épouse et avocate de Tchiguir, Ioulia, est condamnée à deux ans de prison avec sursis pour avoir mordu l'oreille d'un policier qui l'empêchait d'accéder au tribunal où était jugé son mari,. Celui-ci tente malgré tout de se présenter à l'élection présidentielle de l'année suivante, à laquelle il est autorisé à concourir. Le début de sa campagne est marqué par l'arrestation, en février 2001, de son fils Aliaksandr, accusé de recel de voitures volées, ce qu'il dénonce comme une tentative de discréditer sa candidature. Il échoue finalement à réunir les 100 000 signatures requises par la loi électorale : avec d'autres personnalités d'opposition, il apporte alors son soutien au syndicaliste Vladimir Gontcharik (en), seul candidat face à Loukachenko. Cela n'empêche pas ce dernier d'être confortablement réélu le 9 septembre avec 78 % des voix, au terme d'un scrutin dénoncé par les observateurs internationaux.

### Opposant de l'ombre (après 2001)
Début 2002, Tchiguir fait face à des accusations d'évasion fiscale, tandis que son fils Aliaksandr est condamné en mars à sept ans de prison. Fin juillet, l'ex-Premier ministre se voit infliger une nouvelle peine de trois ans de prison avec sursis.
Après ces démêlés judiciaires, Tchiguir se retire à la campagne, où il se reconvertit dans l'agriculture et l'apiculture tout en conservant des activités d'analyste politico-économique. Durant la campagne présidentielle de 2010, il conseille le candidat d'opposition Iaroslav Romantchouk (en), puis, en 2020, il dirige l'équipe de campagne d'Anna Kanopatskaïa (en).